# Мирољуб Костић
Мирољуб Костић (Лесковац, 5. јуна 1988) српски је фудбалер који тренутно наступа за Смедерево.

## Трофеји и награде

### Екипно
Синђелић Ниш
- Српска лига Исток : 2009/10.[17]

Јагодина
- Куп Србије : 2012/13.[18]

Сарајево
- Премијер лига Босне и Херцеговине : 2014/15.[19]